# 手紙を持つ若い女と使者のいる室内
『手紙を持つ若い女と使者』（てがみをもつわかいおんなとししゃ、英: Young Woman with a Letter and a Messenger in an Interior）、または『家の玄関広間で女に手紙を渡す男』（いえのげんかんひろまでおんなにてがみをわたすおとこ、蘭: Het aanreiken van een brief in het voorhuis、英: Man Handing a Letter to a Woman in the Entrance Hall of a House）は、17世紀オランダ絵画黄金時代の画家ピーテル・デ・ホーホが1670年にキャンバス上に油彩で描いた絵画である。画面の中央に「P. de hooch. f. 1670」という画家の署名と制作年が記されている。作品は現在、アムステルダム国立美術館に所蔵されている。

## 作品
画面のドアと窓はすべて開かれており、陽光が手紙を読んでいる女性を照らしている。光の効果と人物像により、デ・ホーホは、鑑賞者の視線を外側に、犬から運河へ、そして鞭を持っている子供へ、さらに運河の反対側の陽光に照らされた道へと導く。光景は、右側の門のところまで続いている。
この絵画は、1908年に研究者ホフステーデ・デ・フロートにより以下のように記述されている。
173番。廊下で手紙を受け取る若い婦人。ジョン・スミス (美術史家)の (著作の) 補遺で51番、ホフステーデ・デ・フロート (の以前の著作で) 7番。明るい青色の上衣と赤いスカートを身に着けている婦人が、タイルで覆われた廊下の右手奥に座っている。彼女の膝の上では犬が寝ている。左側には、もっと大きな犬がいる。右側のドアから、帽子を手にした男性の召使が手紙を持って入ってきている。情景は、窓と左側の玄関ドアからの光に照らされている。玄関ドアの外には、鞭を持った子供が立っている。玄関ドアからは、運河沿いの木々と道の向こう側の陽光に照らされた家々が見える。道は、アムステルダムのクロフェニールスブルフワル (Kloveniersburgwal) 通りである。「P d' hooch f. 1670」という画家の署名と制作年が記されている。キャンバス、縦27インチ、横23と1/2インチ。類似したサイズの絵画 (201番) がリアーズ (Leers) の売り立てで売却されたが、この絵画は以前、ロンドンのホープ (Hope) ・コレクションにあった絵画 (195番) かもしれない。
売却歴：
- (おそらく) 1809年9月6日のアムステルダムのJ. Caudriの24番作品 (31フロリンでDupreに売却)。しかし、この作品は、縦22インチ、横20-23インチでしかない [182番を参照]
- 1827年のレイデンのCamper婦人が売却 (4000フロリン)
- 1838年にMeijndersが売却 (3311フロリン)

後に、アドリアーン・ファン・デル・ホープのコレクション。876年の目録で50番。

ファン・デル・ホープの遺贈により現在、アムステルダム国立美術館蔵。1905年の目録で1249番 (以前は682番)。